# Kagohl 6b
Kampfgeschwader der Obersten Heeresleitung 6 b – Kagohl 6 b – bawarska jednostka lotnictwa niemieckiego Luftstreitkräfte z okresu I wojny światowej.

## Informacje ogólne
Jednostka została utworzona 15 kwietnia 1916 we Fliegerersatz Abteilung Nr. 1b w Oberschleißheim. Składała się z sześciu jednostek bojowych Kampfstaffeln, każda po 6 samolotów: Kasta 31 b, Kasta 32 b, Kasta 33 b, Kasta 34 b, Kasta 35 b, Kasta 36 b. 31 grudnia 1917 roku dywizjon został rozwiązany.
W Kagohl 7 służyli między innymi: Ernst Maser, Ernst Galle. Eduard Ritter von Dostler, Heinrich Georg Geigl, Oskar von Boenigk, Xavier Dannhuber.

## Dowódcy jednostki
| Stopień | Nazwisko | Okres      |
| ------- | -------- | ---------- |
| Kapitan |          | 15.04.1916 |